# IJslands voetbalelftal in 2011
Het IJslands voetbalelftal speelde in totaal zes interlands in het jaar 2011, waaronder vijf wedstrijden in de kwalificatiereeks voor het Europees kampioenschap voetbal 2012 in Polen en Oekraïne. De selectie stond voor het vijfde opeenvolgende jaar onder leiding van bondscoach Ólafur Johannessen. Na de laatste interland in 2011 werd Johannessen vervangen door de Zweed Lars Lagerbäck, die in februari 2012 voor het eerst langs het veld stond. Twee spelers speelden in 2010 in alle zes duels mee: verdediger Birkir Sævarsson en aanvaller Jóhann Guðmundsson. IJsland won van de zes gespeelde interlands er één en verloor er vier, met een negatief doelsaldo van –8, het slechtste doelsaldo sinds 2007. Hierdoor zakte IJsland in 2011 op de FIFA-wereldranglijst van de 113e (januari 2011) naar de 124ste plaats (augustus 2011). Daarna steeg IJsland bijna twintig plaatsen op de lijst door waardestijging- en vermindering van in het verleden gespeelde interlands, waardoor het in vergelijking met 2010 positief eindigde. IJsland bereikte met de 124ste plaats wel de laatste notering op de ranglijst in haar interlandhistorie; in april 2012 werd dat negatieve record verbroken (131).

## Balans
| Wedstrijden | Wedstrijden | Wedstrijden | Wedstrijden | Doelpunten | Doelpunten | Doelpunten | Punten |
| Gespeeld    | Winst       | Gelijk      | Verlies     | Voor       | Tegen      | Saldo      | Punten |
| ----------- | ----------- | ----------- | ----------- | ---------- | ---------- | ---------- | ------ |
| 6           | 1           | 1           | 4           | 4          | 12         | –8         | 0.500  |

## Interlands
|                                                             |        |       |         |                                                                              |
| 26 maart EK-kwalificatie № 388 «onderlinge duels» 19:00 uur | Cyprus | 0 – 0 | IJsland | GSP Stadion, Nicosia Toeschouwers: 2.088 Scheidsrechter: Darko Čeferin (SLO) |
| 26 maart EK-kwalificatie № 388 «onderlinge duels» 19:00 uur |        |       |         | GSP Stadion, Nicosia Toeschouwers: 2.088 Scheidsrechter: Darko Čeferin (SLO) |

|                                                           |         |                                        |            |                                                                                     |
| 4 juni EK-kwalificatie № 389 «onderlinge duels» 19:45 uur | IJsland | 0 – 2                                  | Denemarken | Laugardalsvöllur, Reykjavík Toeschouwers: 7.629 Scheidsrechter: Firat Aydinus (TUR) |
| 4 juni EK-kwalificatie № 389 «onderlinge duels» 19:45 uur |         | 60' Lasse Schøne 75' Christian Eriksen |            | Laugardalsvöllur, Reykjavík Toeschouwers: 7.629 Scheidsrechter: Firat Aydinus (TUR) |

|                                                                  |                                                                        |       |         |                                                                                            |
| 10 augustus Vriendschappelijk № 390 «onderlinge duels» 19:30 uur | Hongarije                                                              | 4 – 0 | IJsland | Ferenc Puskás Stadion, Boedapest Toeschouwers: 12.508 Scheidsrechter: Wolfgang Stark (GER) |
| 10 augustus Vriendschappelijk № 390 «onderlinge duels» 19:30 uur | Tamás Koltai 32' Gergely Rudolf 45' Balázs Dzsudzsák 59' Ákos Elek 88' |       |         | Ferenc Puskás Stadion, Boedapest Toeschouwers: 12.508 Scheidsrechter: Wolfgang Stark (GER) |

|                                                                |                                |       |         |                                                                                  |
| 2 september EK-kwalificatie № 391 «onderlinge duels» 20:00 uur | Noorwegen                      | 1 – 0 | IJsland | Ullevaal Stadion, Oslo Toeschouwers: 22.381 Scheidsrechter: Ovidiu Haţegan (ROM) |
| 2 september EK-kwalificatie № 391 «onderlinge duels» 20:00 uur | Mohammed Abdellaoue 88' (pen.) |       |         | Ullevaal Stadion, Oslo Toeschouwers: 22.381 Scheidsrechter: Ovidiu Haţegan (ROM) |

|                                                                |                        |       |        |                                                                                       |
| 6 september EK-kwalificatie № 392 «onderlinge duels» 20:45 uur | IJsland                | 1 – 0 | Cyprus | Laugardalsvöllur, Reykjavík Toeschouwers: 5.267 Scheidsrechter: Boško Jovanetić (SRB) |
| 6 september EK-kwalificatie № 392 «onderlinge duels» 20:45 uur | Kolbeinn Sigþórsson 5' |       |        | Laugardalsvöllur, Reykjavík Toeschouwers: 5.267 Scheidsrechter: Boško Jovanetić (SRB) |

|                                                              |                                                                   |       |                                                                               |                                                                                 |
| 7 oktober EK-kwalificatie № 393 «onderlinge duels» 21:00 uur | Portugal                                                          | 5 – 3 | IJsland                                                                       | Estádio do Dragão, Porto Toeschouwers: 35.715 Scheidsrechter: Bas Nijhuis (NED) |
| 7 oktober EK-kwalificatie № 393 «onderlinge duels» 21:00 uur | Nani 13' Nani 21' Hélder Postiga 44' João Moutinho 81' Eliseu 87' |       | 48' Hallgrímur Jónasson 68' Hallgrímur Jónasson 90+4' (pen.) Gylfi Sigurðsson | Estádio do Dragão, Porto Toeschouwers: 35.715 Scheidsrechter: Bas Nijhuis (NED) |

## FIFA-wereldranglijst
| JAN | FEB | MAR | APR | MEI | JUN | JUL | AUG | SEP | OKT | NOV | DEC |
| --- | --- | --- | --- | --- | --- | --- | --- | --- | --- | --- | --- |
| 113 | 114 | 115 | 116 | 116 | 122 | 121 | 124 | 106 | 108 | 104 | 104 |

## Statistieken
| Stefán Magnússon      | 05.09.1980 | Lillestrøm SK       | 5 | 0 | 0 | 5 | 0 |
| Hannes Halldórsson    | 27.04.1984 | KR Reykjavík        | 1 | 0 | 0 | 1 | 0 |
| Verdediging           |            |                     |   |   |   |   |   |
| Birkir Sævarsson      | 11.11.1984 | SK Brann            | 6 | 0 | 0 | 6 | 0 |
| Kristján Sigurðsson   | 07.10.1980 | Hønefoss BK         | 4 | 0 | 0 | 4 | 0 |
| Hjörtur Valgarðsson   | 27.09.1988 | IFK Göteborg        | 3 | 1 | 0 | 4 | 0 |
| Hermann Hreiðarsson   | 11.07.1974 | Coventry City       | 3 | 0 | 0 | 3 | 0 |
| Indriði Sigurðsson    | 12.10.1981 | Viking FK           | 3 | 0 | 0 | 3 | 0 |
| Hallgrímur Jónasson   | 04.05.1986 | SønderjyskE         | 2 | 0 | 2 | 2 | 2 |
| Sölvi Ottesen         | 18.02.1984 | FC Kopenhagen       | 2 | 0 | 0 | 2 | 0 |
| Arnór Aðalsteinsson   | 26.01.1986 | Hønefoss BK         | 0 | 2 | 0 | 2 | 0 |
| Bjarni Eiríksson      | 28.03.1982 | Stabæk IF           | 1 | 0 | 0 | 1 | 0 |
| Jón Fjóluson          | 10.04.1989 | K. Beerschot AC     | 0 | 1 | 0 | 1 | 0 |
| Elfar Helgason        | 27.07.1989 | AEK Athene          | 0 | 1 | 0 | 1 | 0 |
| Middenveld            |            |                     |   |   |   |   |   |
| Birkir Bjarnason      | 27.05.1988 | Standard Luik       | 3 | 2 | 0 | 5 | 0 |
| Aron Gunnarsson       | 22.04.1989 | Cardiff City        | 4 | 0 | 0 | 4 | 0 |
| Eggert Jónsson        | 18.08.1988 | Charlton Athletic   | 4 | 0 | 0 | 4 | 0 |
| Gylfi Sigurðsson      | 08.09.1989 | Swansea City        | 3 | 0 | 1 | 3 | 1 |
| Helgi Daníelsson      | 13.07.1981 | AIK Solna           | 2 | 0 | 0 | 2 | 0 |
| Ólafur Skúlason       | 01.04.1983 | SV Zulte Waregem    | 1 | 0 | 0 | 1 | 0 |
| Steinþór Þorsteinsson | 29.07.1985 | Sandnes Ulf         | 0 | 1 | 0 | 1 | 0 |
| Aanval                |            |                     |   |   |   |   |   |
| Jóhann Guðmundsson    | 27.10.1990 | AZ                  | 5 | 1 | 0 | 6 | 0 |
| Rúrik Gíslason        | 25.02.1988 | Odense BK           | 4 | 0 | 0 | 4 | 0 |
| Eiður Guðjohnsen      | 15.09.1978 | AEK Athene          | 4 | 0 | 0 | 4 | 0 |
| Kolbeinn Sigþórsson   | 14.03.1990 | AFC Ajax            | 3 | 0 | 1 | 3 | 1 |
| Heiðar Helguson       | 22.08.1977 | Queens Park Rangers | 3 | 0 | 0 | 3 | 0 |
| Alfreð Finnbogason    | 01.02.1989 | KSC Lokeren         | 0 | 4 | 0 | 4 | 0 |
| Arnór Smárason        | 07.09.1988 | Esbjerg fB          | 0 | 2 | 0 | 2 | 0 |
| Matthías Vilhjálmsson | 30.01.1987 | FH Hafnarfjörður    | 0 | 2 | 0 | 2 | 0 |
| Kjartan Finnbogason   | 09.07.1986 | KR Reykjavík        | 0 | 1 | 0 | 1 | 0 |
| Veigar Gunnarsson     | 21.03.1980 | Vålerenga IF        | 0 | 1 | 0 | 1 | 0 |
| Björn Sigurðarson     | 26.02.1991 | Lillestrøm SK       | 0 | 1 | 0 | 1 | 0 |